# Gruczoł mlekowy człowieka

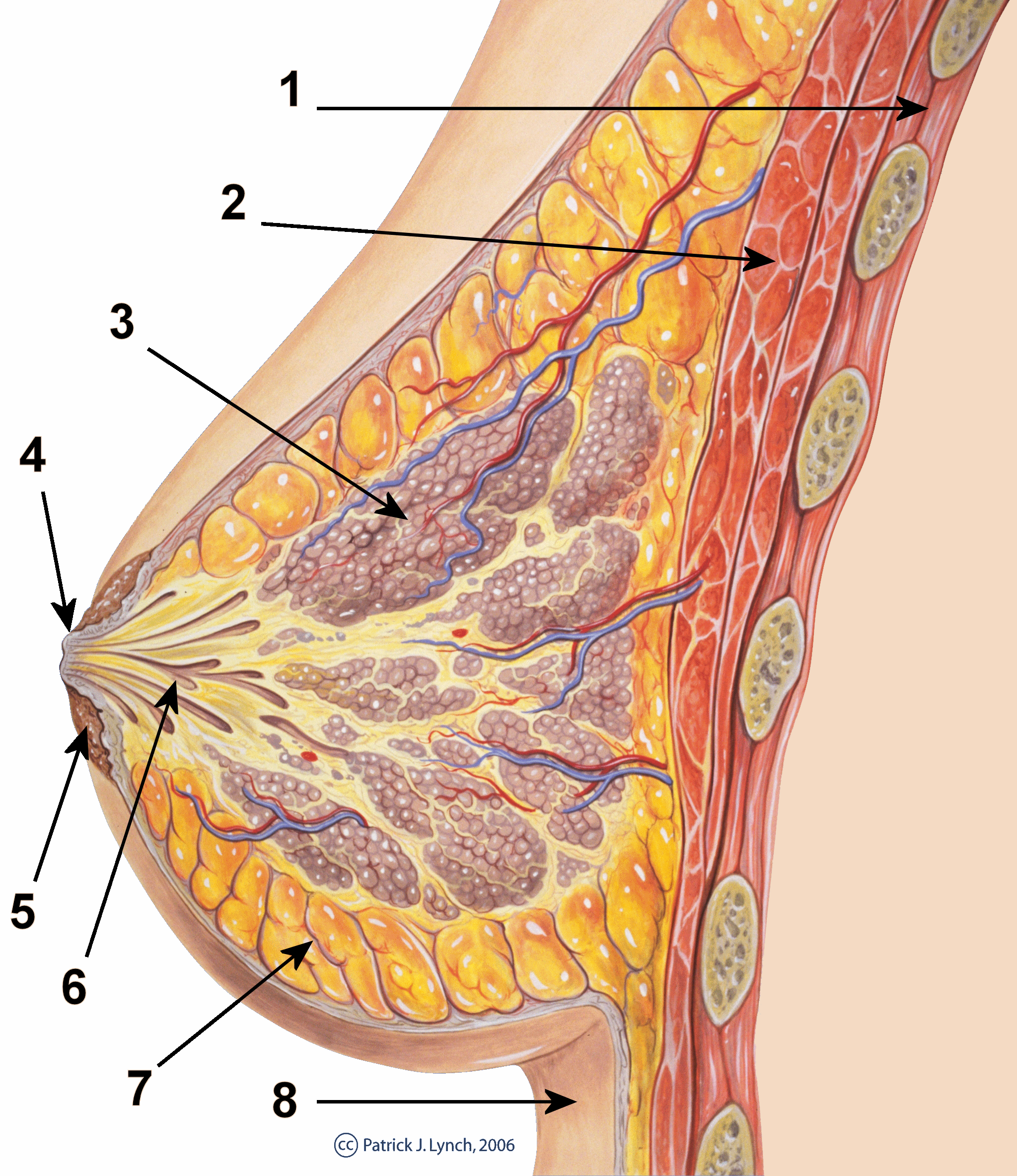
Przekrój gruczołu sutkowego czynnego w płaszczyźnie strzałkowej. Opis oznaczeń:
1. ściana klatki piersiowej
2. mięśnie piersiowe
3. płat ciała sutka
4. brodawka sutkowa
5. otoczka brodawki sutkowej
6. przewód mleczny
7. tkanka tłuszczowa
8. skóra

Gruczoł mlekowy (łac. glandula lactifera), gruczoł sutkowy (łac. glandula mammaria), sutek (łac. mamma), pot. pierś lub biust – największy gruczoł skórny człowieka, jeden z parzystych narządów, rozwijający się u kobiet w okresie pokwitania. Określenie „sutek” jest też używane jako synonim brodawki sutkowej, będącej częścią tego gruczołu.
Sutek jest wyniosłością w kształcie półkuli lub stożka; u młodych kobiet leży na wysokości od III do VII żebra, spoczywa głównie na powierzchni mięśnia piersiowego większego – jedynie niewielka część boczna leży na powięzi mięśnia zębatego przedniego. U kobiet karmiących sutki zwykle się powiększają i sięgają niżej. Między sutkami znajduje się zmiennej szerokości podłużna szczelina, anatomicznie nazywana zatoką sutkową (sinus mammarum).

## Budowa

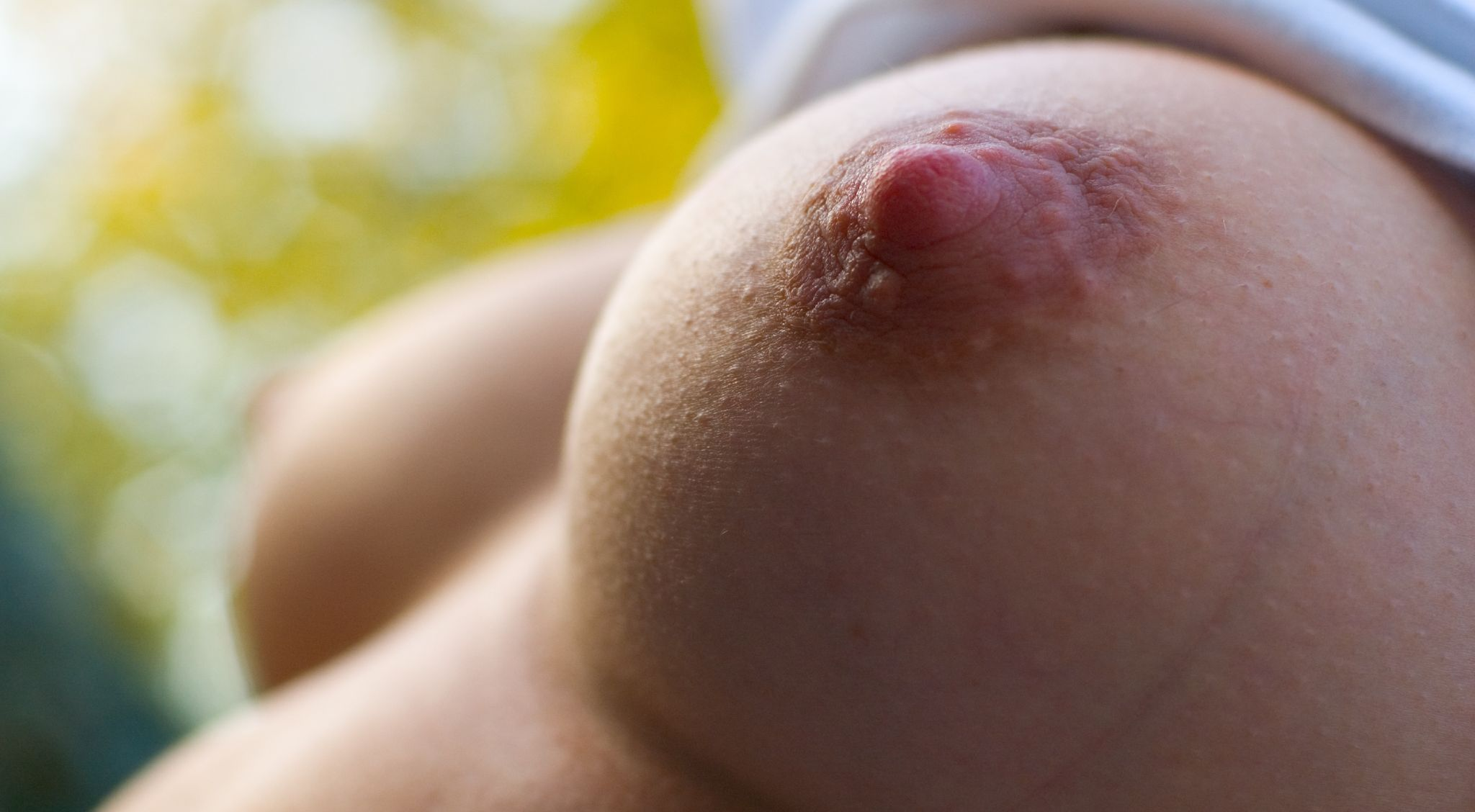
Sutek z brodawką i jej otoczką

Sutek rozwija się z zawiązków gruczołów apokrynowych, będących kulistymi zgrubieniami naskórka, wrastających w głąb podłoża, począwszy od 4. miesiąca życia płodowego. U mężczyzn gruczoł sutkowy się nie rozwija i jego wymiary wynoszą około 15 × 5 mm – silniejszy rozwój gruczołu jest stanem patologicznym, zwanym ginekomastią.
Sutek składa się z tkanki gruczołowej – ciała sutka (corpus mammae) i otaczającego je ciała tłuszczowego (corpus adiposum mammae). Nieco poniżej środka każdego z sutków, na jego szczycie, wystaje ciemniej zabarwiona, cylindryczna lub stożkowata wyniosłość – brodawka sutkowa (papilla mammae), zajmująca środek okrągłego, pigmentowanego pola, zwanego otoczką brodawki sutkowej (areola mammae). 
Kształt i wielkość brodawki bywają zmienne, co może utrudniać ssanie mleka przez noworodka – bywa bowiem, że brodawka jest słabo rozwinięta i nie wystaje ponad otoczkę, bądź nawet jest wciągnięta. W brodawce przebiegają okrężne i spiralne włókna mięśniowe gładkie, które u jej podstawy przechodzą na otoczkę, a u jej wierzchołka tworzą sitowatą blaszkę. Przy skurczu mięśniówki następuje erekcja brodawki, podtrzymywana przez silniejsze wypełnienie żył brodawki. 
U obu płci mogą występować dodatkowe brodawki sutkowe.
Na otoczce brodawki widoczne są okrężnie biegnące zmarszczki. Na jej obwodzie występuje kilkanaście guzków, zawierających gruczoły otoczki – są to przeważnie wielkie gruczoły kłębkowate oraz rozrzucone wśród nich gruczoły łojowe i potowe. W otoczce przebiegają promieniste włókna mięśniówki gładkiej, powiązane z mięśniówką brodawki.

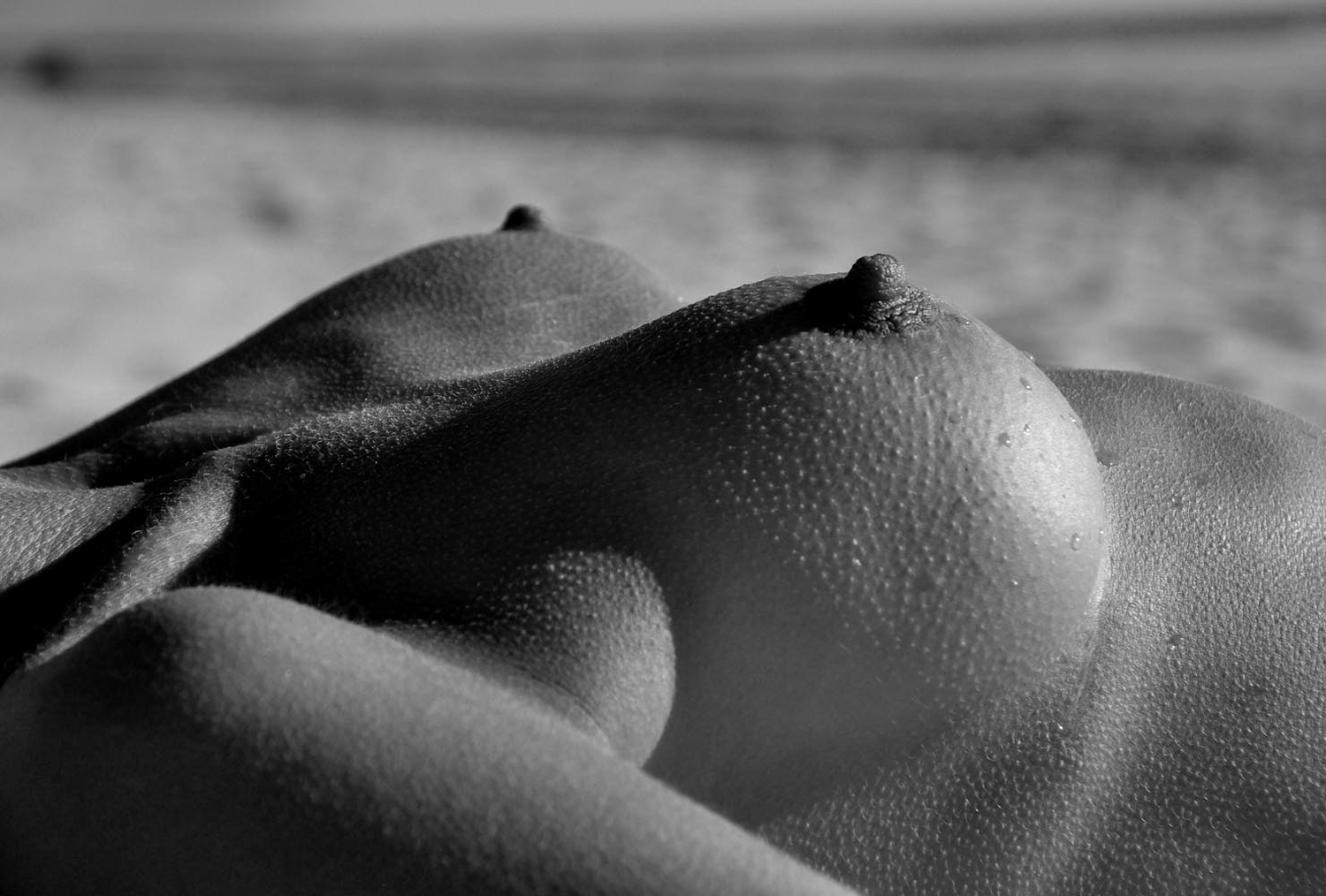
Biust na czarno-białej fotografii

Gruczoł sutkowy składa się z 15-20 płatów (lobi glandulae mammariae), będącymi właściwie złożonymi gruczołami pęcherzykowymi. Z każdego płata uchodzi przewód mleczny (ductus lactiferus), który przed swym ujściem na brodawce sutkowej rozszerza się w zatokę mleczną (sinus lactiferus). Zatoki te, o przekroju rzędu 5–8 mm i długości średnio 12 mm, kończą się u podstawy brodawki zwężeniem. 

Dość często, bo u ok. 17,5% populacji polskiej, istnieje dodatkowy płat gruczołu sutkowego, położony częściowo w dole pachowym, klinicznie zwany ogonem Spence'a.

U kobiet, które nie rodziły, przewody mleczne przedstawiają się jako lite, kolbowato zakończone cewy, jedynie miejscami posiadające światło. W czasie ciąży w gruczole dochodzi jednak do szeregu zmian – przewody mleczne rozrastają się, oddając boczne rozgałęzienia, uzyskujące światło. W okresie przekwitania następuje zanik tkanki gruczołowej.
Gruczoł otoczony jest torebką z tkanki łącznej włóknistej, która wnika w miąższ gruczołu, dzieląc płat na płaciki (lobuli glandulae mammariae). Pasma tkanki łącznej biegną z jednej strony do skóry, z drugiej – do powięzi piersiowej. Te ostatnie przytrzymują sutek przy klatce piersiowej i noszą nazwę więzadeł wieszadłowych sutka (ligamenta suspensoria mammae).

## Wydzielina gruczołu sutkowego

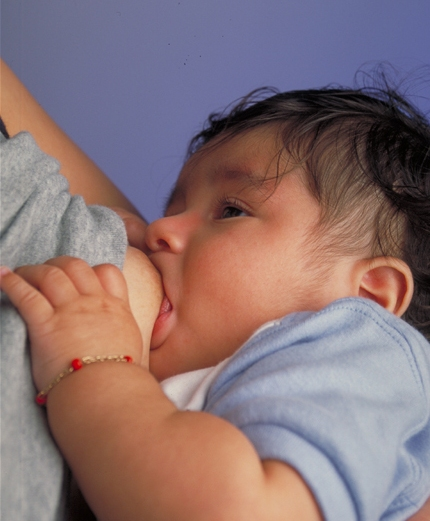
Dziecko ssące sutek matki

Wydzieliną gruczołu sutkowego jest mleko (lac), które pojawia się po porodzie, a częściowo także bezpośrednio przed nim, w ostatnich miesiącach ciąży. W pierwszych dniach nosi ono nazwę siary (colostrum) i zawiera mniej tłuszczu niż mleko dojrzałe. Czynność gruczołów sutkowych nazywamy laktacją. Jest ona regulowana na drodze hormonalnej i nerwowej – wydzielaniem mleka steruje głównie prolaktyna, współdziałając przy opróżnianiu się gruczołu w czasie ssania brodawki z oksytocyną.

## Odpływ chłonki z gruczołu sutkowego
Naczynia chłonne sutka rozpoczynają się w splocie limfatycznym położonym w przestrzeniach międzyzrazikowych gruczołu oraz w ścianie przewodów mlecznych. Naczynia chłonne ze środkowych części gruczołu wytwarzają podskórny splot chłonny otoczki brodawki sutkowej (plexus lymphaticus subareolaris).
Ponad 90% chłonki spływa do węzłów chłonnych pachowych, pozostała część do międzyżebrowych tylnych i sutkowych wewnętrznych.
Odpływ chłonki z gruczołu sutkowego jest wielokierunkowy:
- z bocznej części gruczołu chłonka odpływa do węzłów chłonnych pachowych piersiowych i węzłów chłonnych międzyżebrowych tylnych
- z dolnej części sutka poprzez węzły chłonne piersiowo-nabrzuszne do węzłów chłonnych pachowych centralnych
- z przyśrodkowej części gruczołu do węzłów chłonnych międzyżebrowych przednich, skąd chłonka odpływa poprzez pień mostkowy do węzłów chłonnych śródpiersiowych przednich albo bezpośrednio do przewodu piersiowego (ductus thoracicus) lub przewodu chłonnego prawego – w niewielkim procencie chłonka z węzłów chłonnych mostkowych uchodzi do węzłów chłonnych nadobojczykowych
- z górnej części gruczołu poprzez węzły chłonne międzypiersiowe do węzłów chłonnych pachowych centralnych lub bezpośrednio do węzłów chłonnych pachowych szczytowych.

## Unaczynienie
Sutek jest unaczyniony tętniczo przez:
- gałęzie sutkowe boczne od tętnicy piersiowej bocznej
- gałęzie sutkowe wewnętrzne od tętnicy piersiowej wewnętrznej
- gałęzie sutkowe od gałęzi bocznych tętnic międzyżebrowych III-VII
- gałęzie piersiowe tętnicy piersiowo-barkowej (zaopatrujące głównie ogon Spence'a).

Odpływ krwi żylnej:
- odpływ powierzchowny rozpoczyna się splotem żylnym otoczki brodawkowej (plexus venosus areolaris), skąd krew odpływa częściowo do naczyń głębokich, a częściowo do żyły piersiowo-nabrzusznej, zespalającej sieć naczyń drenujących warstwy powierzchowne klatki piersiowej i brzucha;
- odpływ krwi głęboki jest analogiczny do unaczynienia tętniczego.

## Unerwienie
Sutek zaopatrzony jest czuciowo przez gałęzie skórne przednie i boczne nerwów międzyżebrowych od II do VI, a także poprzez nerwy nadobojczykowe ze splotu szyjnego. Unerwienie wydzielnicze jest prowadzone zaś drogą długich włókien pozazwojowych, oplatających naczynia tętnicze (głównie międzyżebrowe), dochodzące do sutka. Sama brodawka sutkowa unerwiona jest przez IV nerw międzyżebrowy.

## Znaczenie kliniczne
Piersi są podatne na liczne choroby łagodne i złośliwe. Najczęściej występującymi łagodnymi schorzeniami są poporodowe zapalenie sutka, zmiany włóknisto-torbielowate gruczołu piersiowego oraz mastalgia. 
Laktacja niezwiązana z ciążą nazywana jest mlekotokiem. Może być wywołana przyjmowaniem niektórych leków (np. neuroleptyków), silnym stresem fizycznym lub zaburzeniami endokrynologicznymi.

### Rak piersi
Rak piersi jest najczęstszą przyczyną zgonów z powodu nowotworów wśród kobiet i jedną z głównych przyczyn śmierci wśród kobiet. Ryzyko rozwoju raka piersi w ciągu życia wynosi 13%. Czynnikami, które wydają się zmniejszać ryzyko rozwoju raka piersi, są regularne badania piersi przez pracowników medycznych, regularne mammografie, samobadanie piersi, zdrowa dieta, ćwiczenia fizyczne w celu zmniejszenia nadwagi i karmienie piersią.

### Męska pierś
Zarówno u kobiet, jak i u mężczyzn piersi rozwijają się z tych samych tkanek embrionalnych. Anatomia męskiej piersi zwykle nie zawiera zrazików i pęcherzyków, które występują u kobiet. W rzadkich przypadkach może występować bardzo niewielka ilość zrazików, co umożliwia niektórym mężczyznom rozwój raka zrazikowego piersi. Zazwyczaj u mężczyzn produkowane są mniejsze ilości estrogenów i większe ilości androgenów, mianowicie testosteronu, który tłumi wpływ estrogenów na rozwój nadmiernej tkanki piersi. U chłopców i mężczyzn nieprawidłowy rozwój gruczołów piersiowych objawia się jako ginekomastia, która jest wynikiem biochemicznej nierównowagi pomiędzy normalnym poziomem estrogenu a testosteronu w organizmie męskim. Około 70% chłopców w wieku dojrzewania doświadcza przejściowego rozwoju tkanki piersiowej. Stan ten zazwyczaj ustępuje samoistnie w ciągu dwóch lat. Jeśli występuje męska laktacja, jest to uważane za objaw zaburzenia pracy przysadki mózgowej.

## Przedstawienia piersi w różnych kulturach, sztukach i okresach historycznych

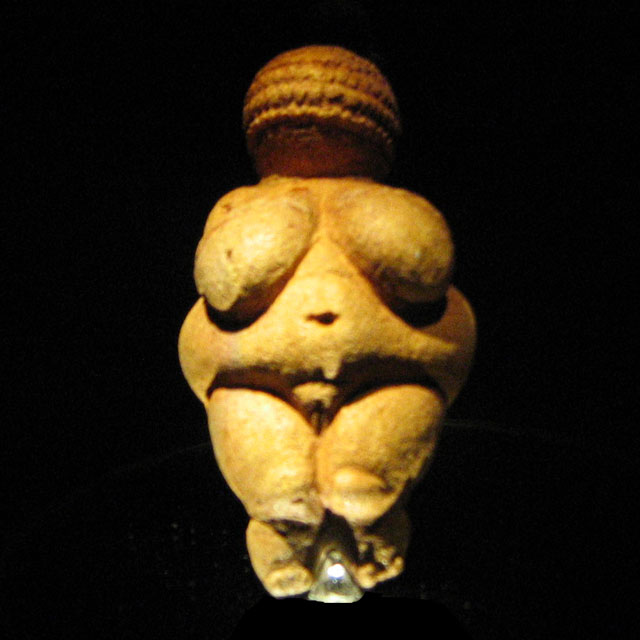
Wenus z Willendorfu, datowana na ok. 40-20 tys. lat
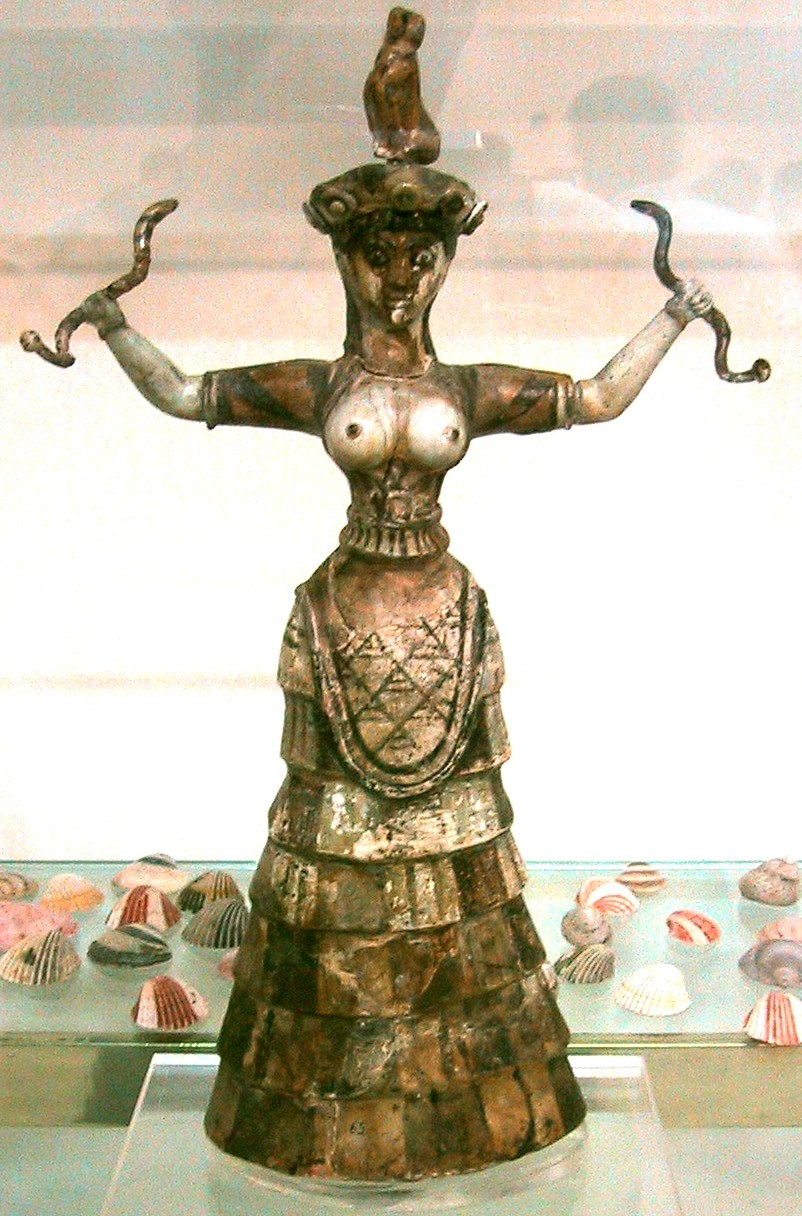
Figurka „Wężowej Bogini” z Knossos, ok. 1600 p.n.e
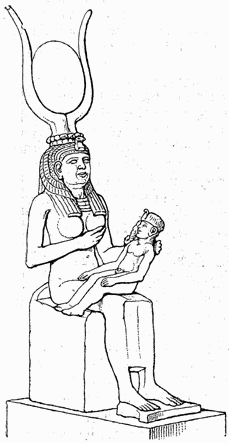
Figurka Izydy karmiącej Horusa
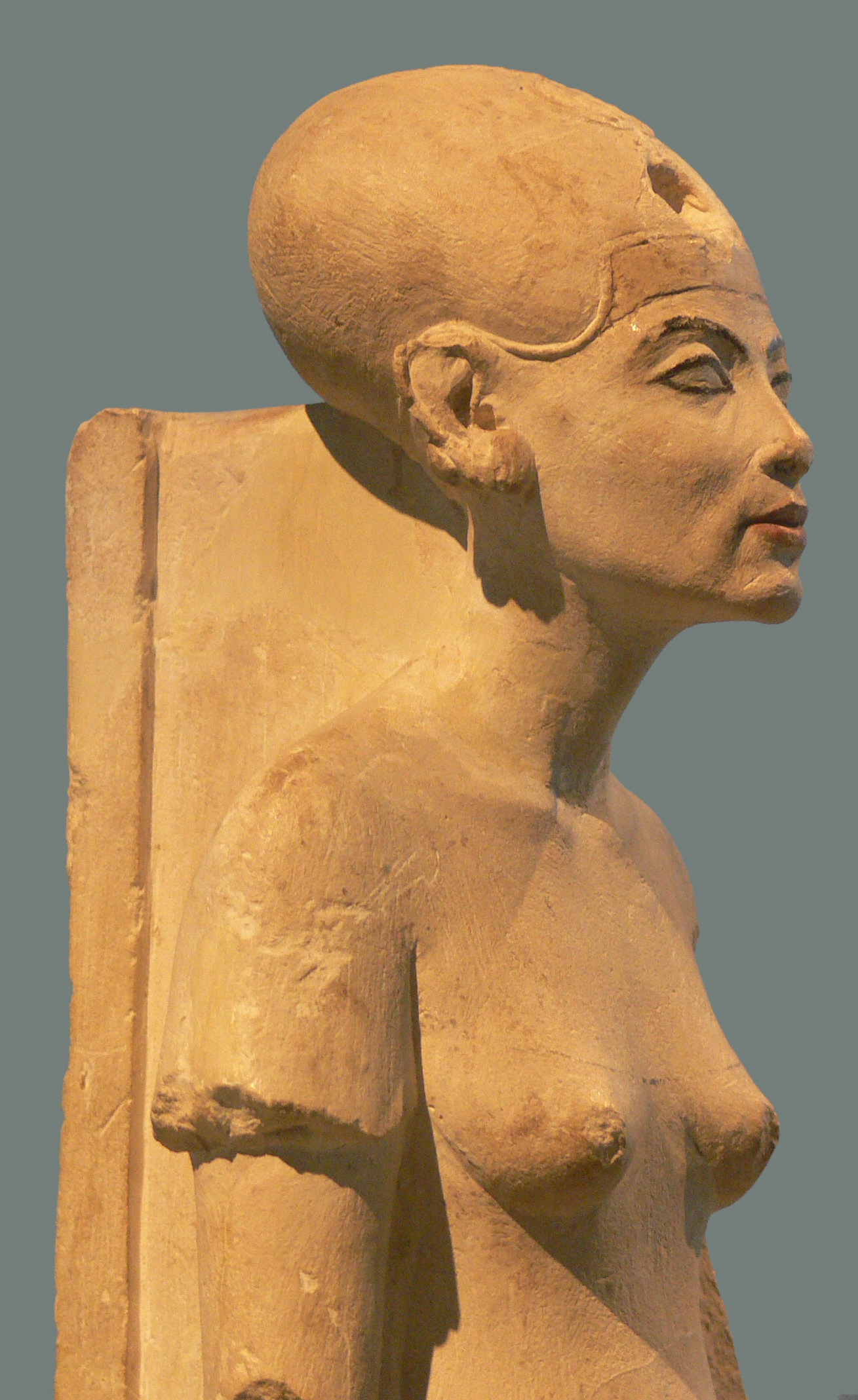
Podobizna Nefertiti, ok. 1345 p.n.e
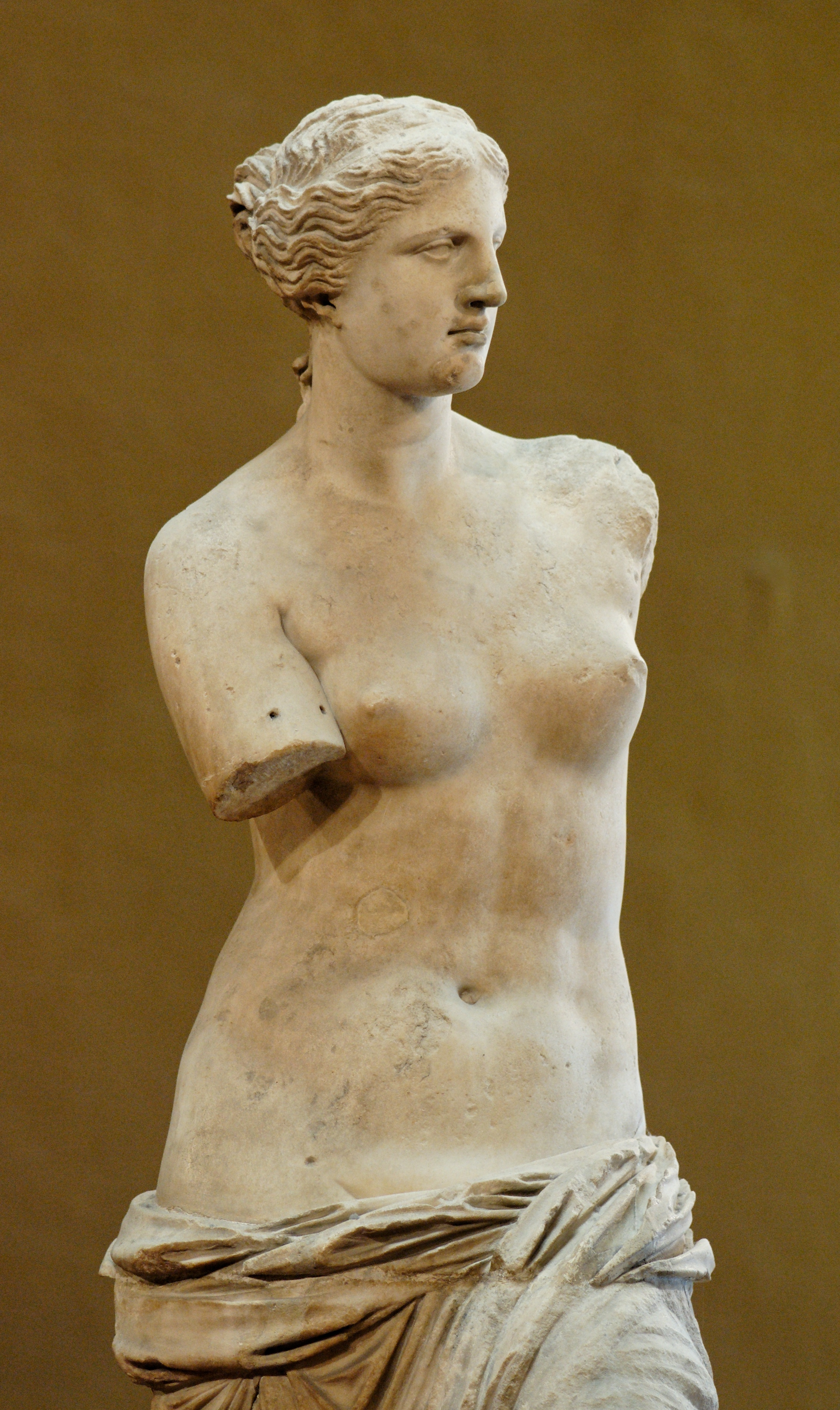
Wenus z Milo, ok. 130–100 r. p.n.e.
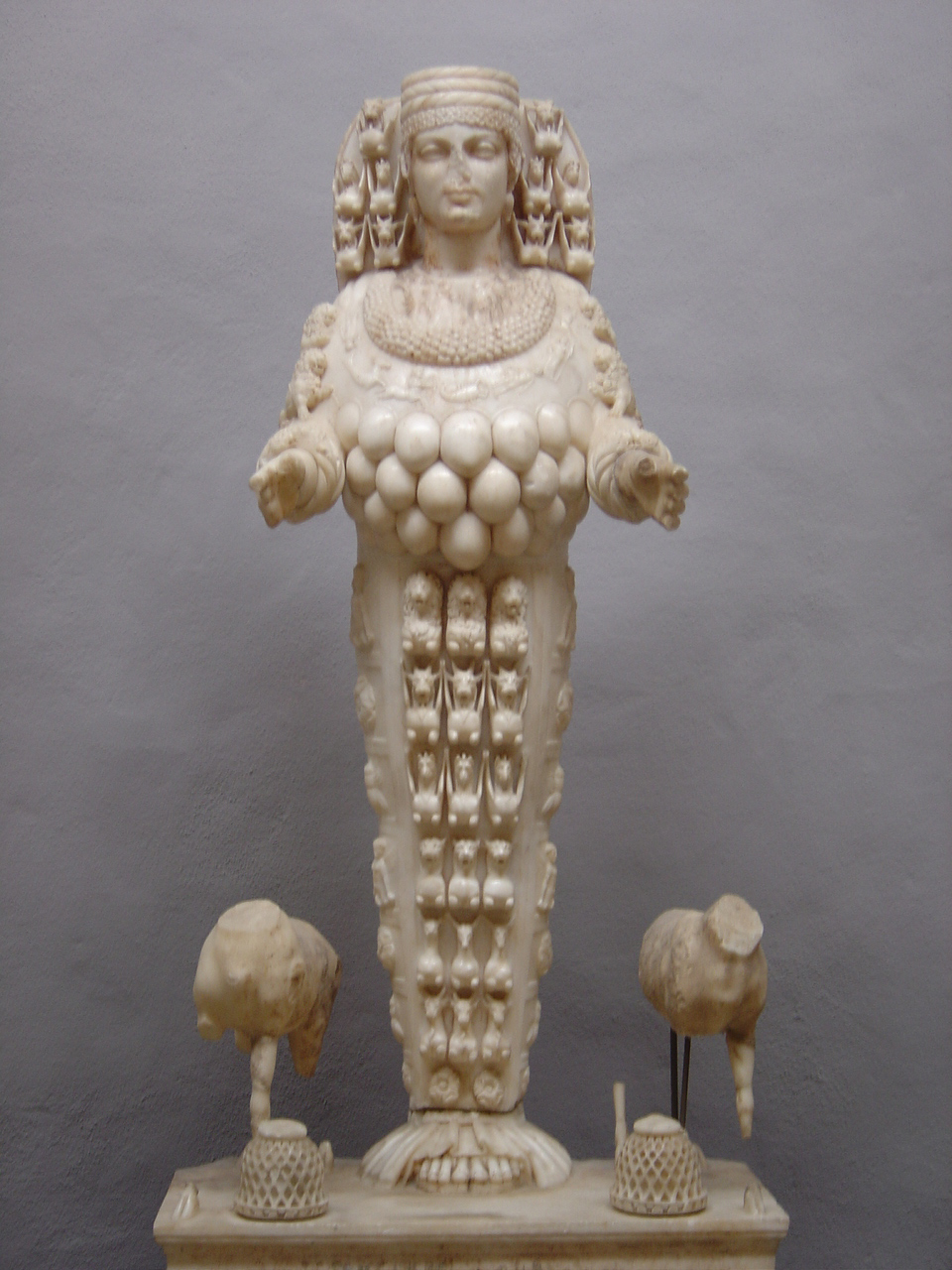
Posąg Artemidy z Efezu, z ponad 20 piersiami
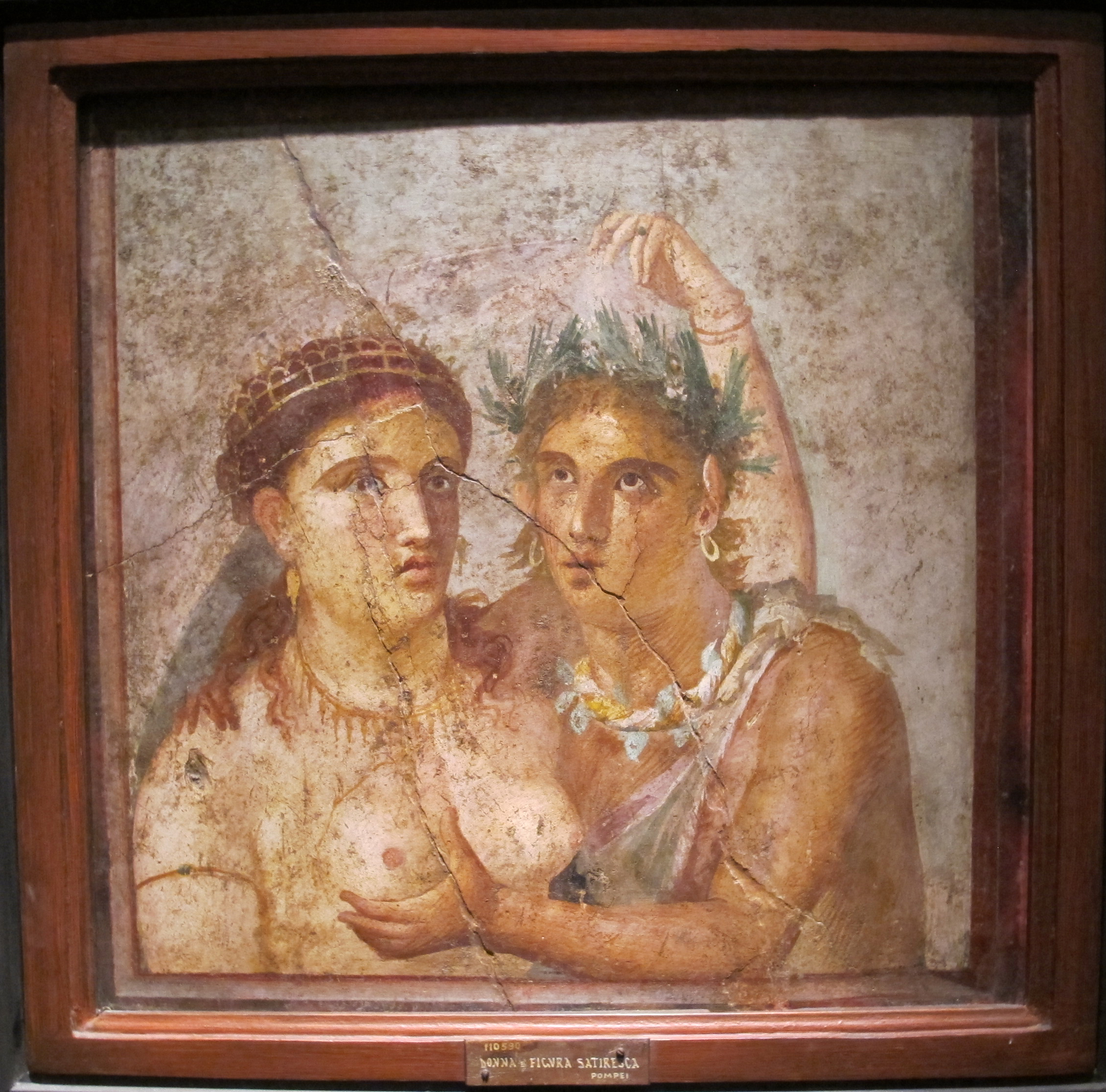
Rzymski mural z Pompejów
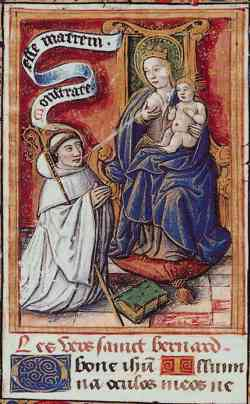
Lactatio Bernardi, 1146
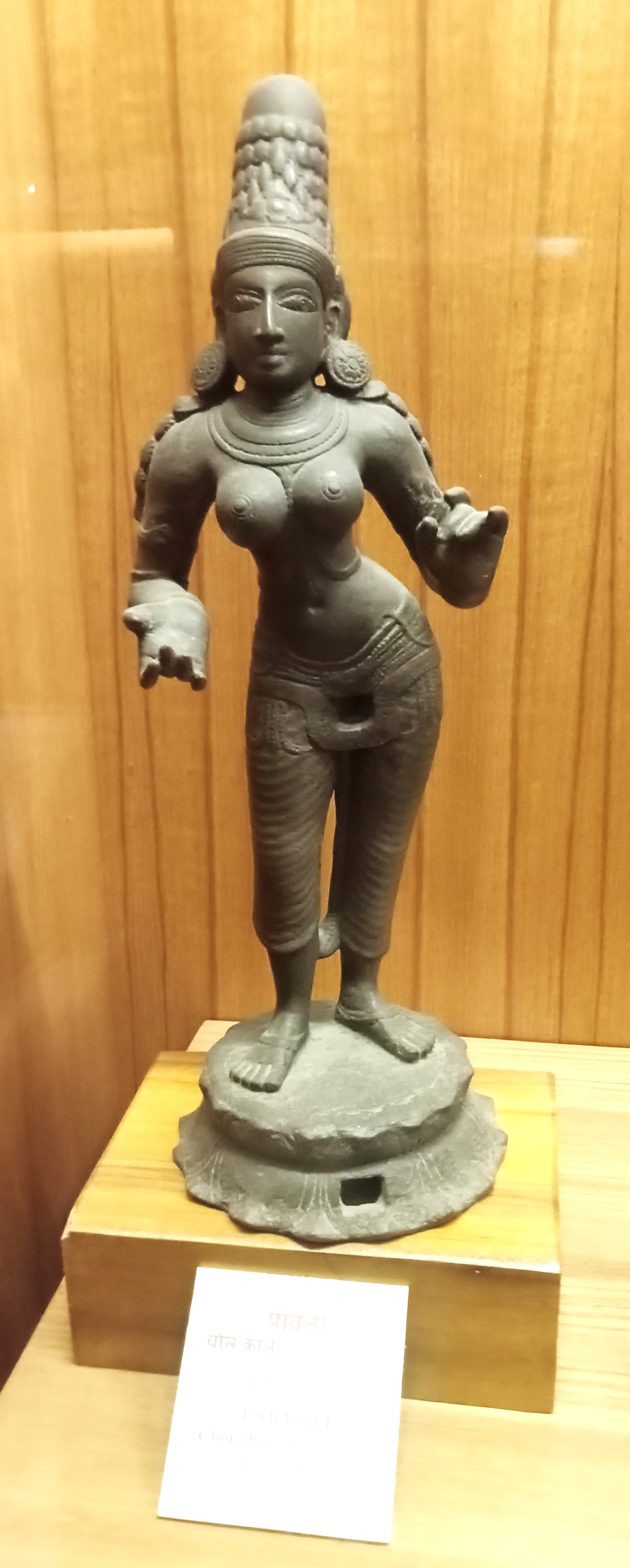
Figurka bogini Parwati z dynastii Ćolów, XIII wiek
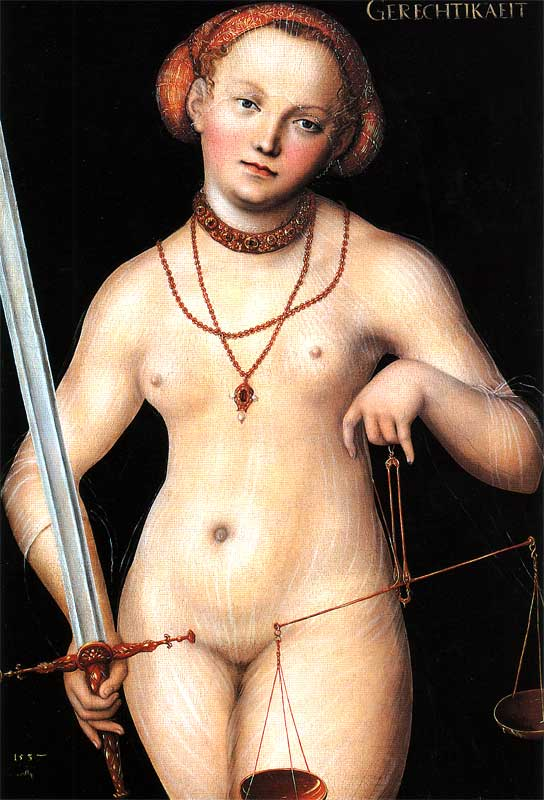
Iustitia – personifikacja sprawiedliwości (Lucas Cranach d. Ä., 1537)
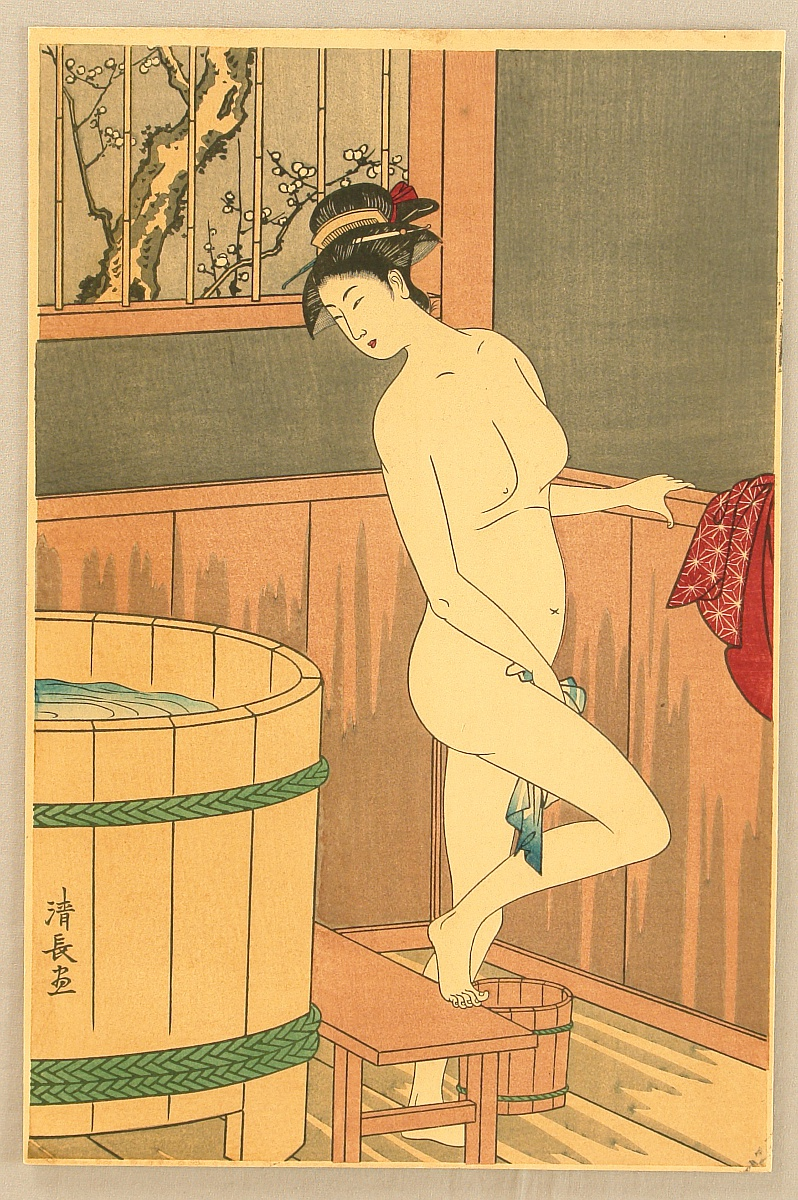
Obraz Kiyonaga Torii w stylu ukiyo-e, XVIII wiek
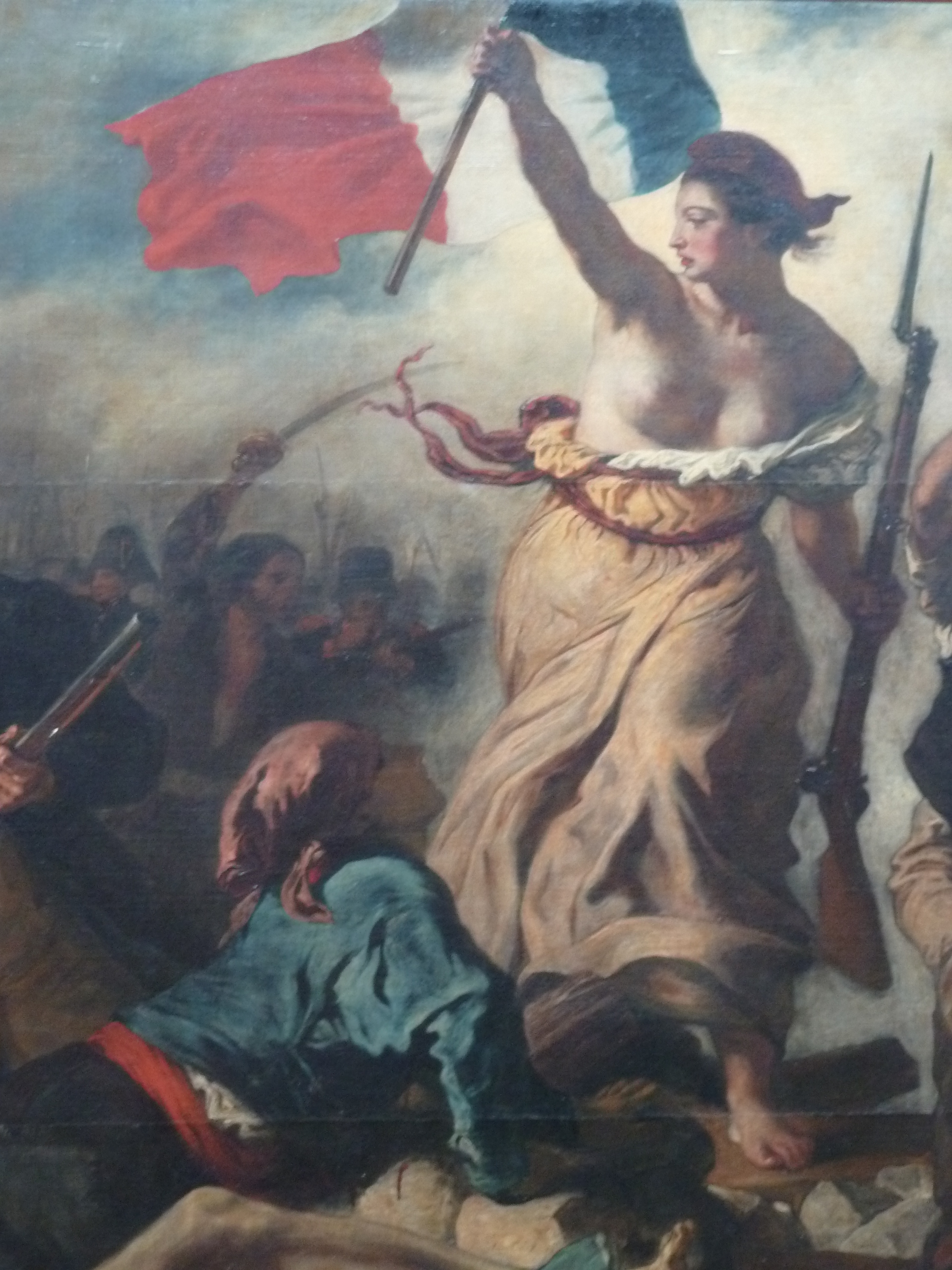
Fragment obrazu Wolność wiodąca lud na barykady, 1830
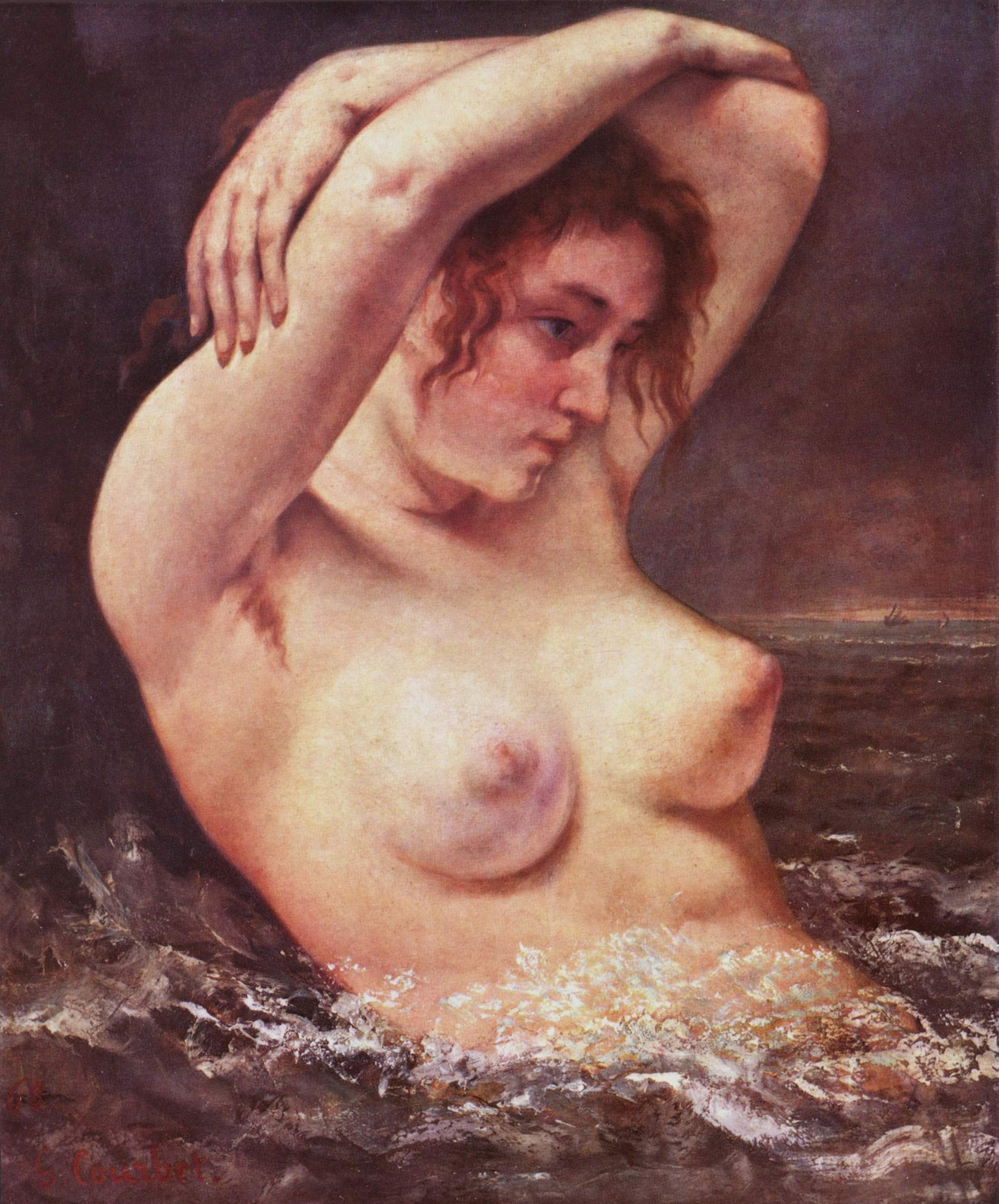
La Femme dans les vagues, obraz Gustave’a Couberta, 1868
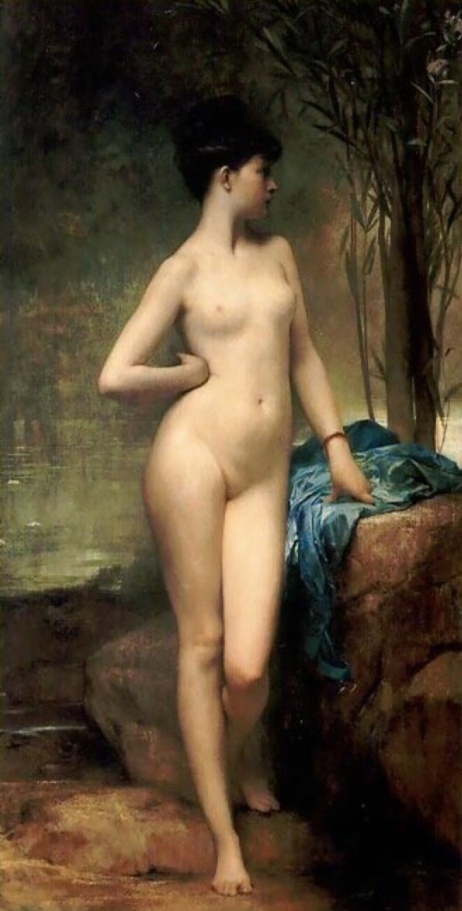
Chloé, obraz Jules’a Josepha Lefebvre’a, 1875
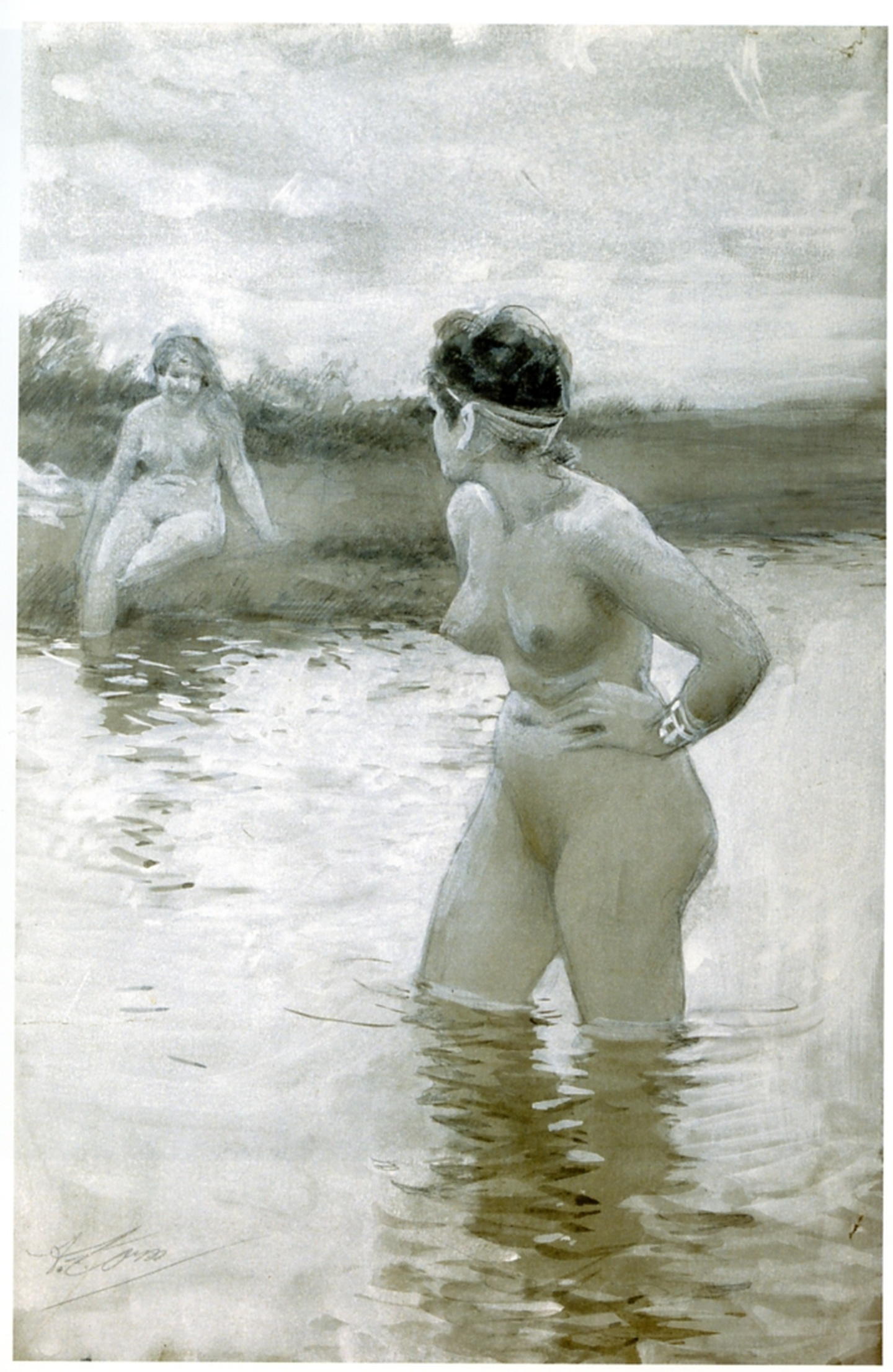
Brunhilda i Gudrun, obraz Andersa Zorna
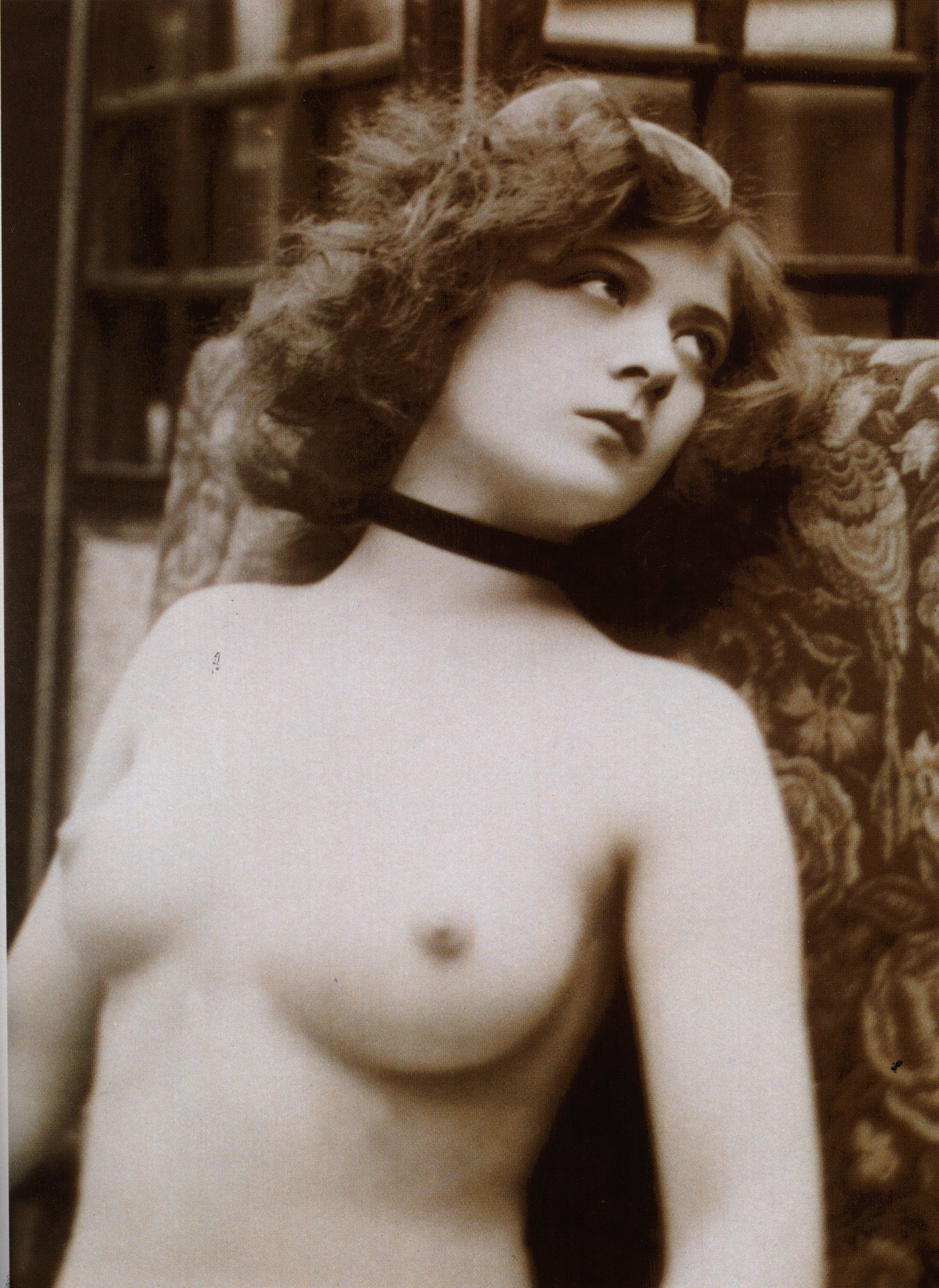
Czarno-białe erotyczne zdjęcie z końca XIX wieku
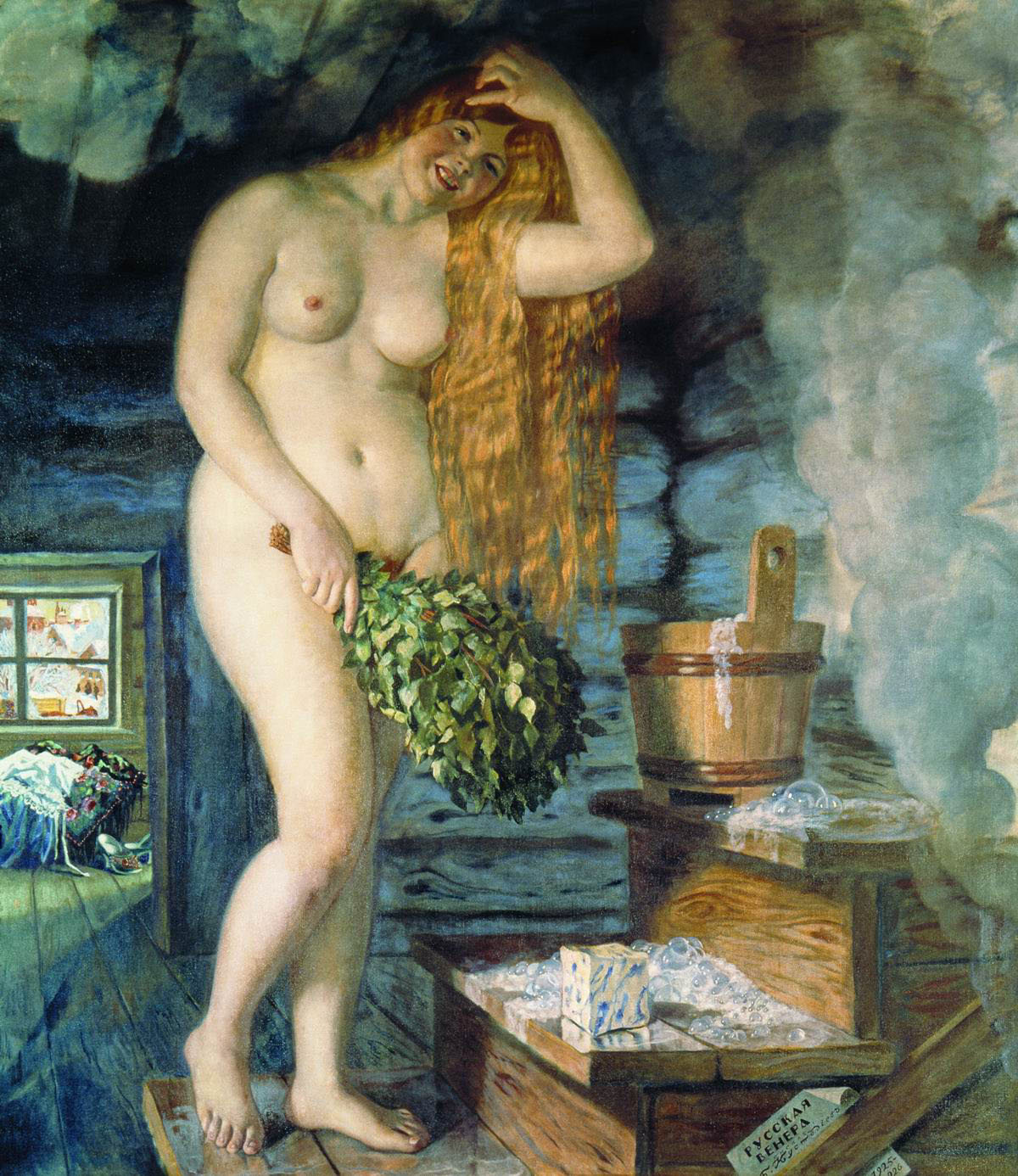
Rosyjska Wenus, obraz Borisa Kustodijewa, ok. 1925-1926
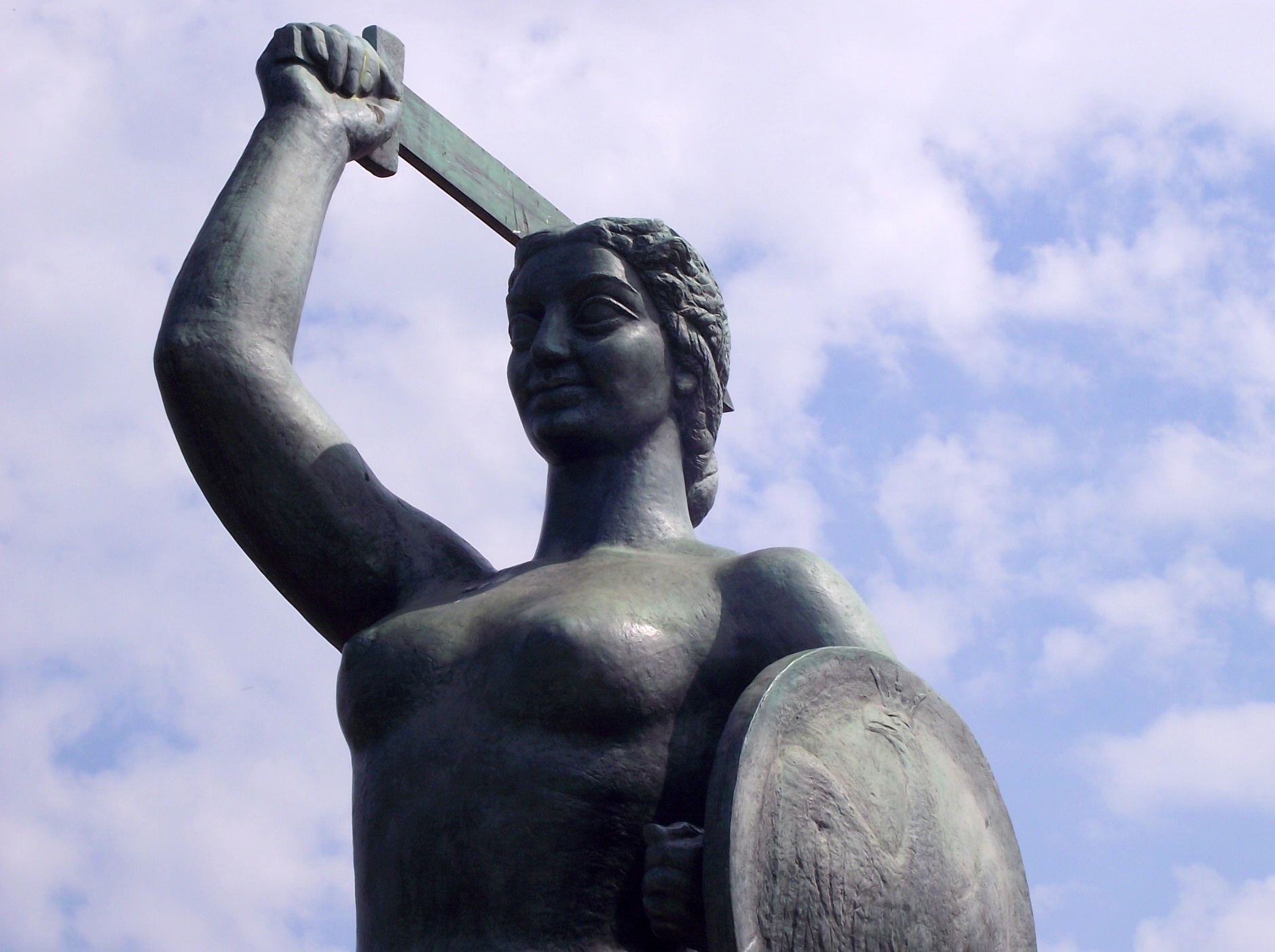
Pomnik Syreny warszawskiej na Powiślu
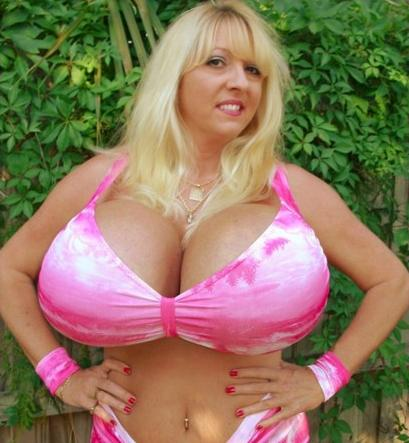
Maxi Mounds(inne języki), amerykańska aktorka porno
Wizerunek kobiety widniejący na plakietce amerykańskiej sondy kosmicznej Pioneer 10